# Киселёв, Евгений Семёнович
Евгений Семёнович Киселёв (30 ноября 1919, Москва — 19 ноября 1996, Люберцы) — советский учёный, научный сотрудник ВУГИ-ИГД им. А. А. Скочинского, доктор технических наук (1973), специалист по расчётам крепей горных выработок.

## Биография
Участник Великой Отечественной войны. В августе 1941 года добровольцем вступил в ряды Красной Армии, будучи студентом третьего курса Московского горного института. За четыре года войны в звании лейтенанта командиром взвода ПТР 130-го отдельного батальона противотанковых ружей (69-я армия) прошел путь от Воронежа до города Грац в Австрии.

Во время наступления под Белгородом и Харьковом его взвод показал образцы стойкости, мужества и отваги. Взвод тов. Киселёва уничтожил один средний танк противника и 3 станковых пулемёта. Сам тов. Киселёв из противотанкового ружья подбил один средний танк противника, уничтожил пулемётную точку и до 7-ми гитлеровцев. Был ранен.— из наградного листа на Орден Отечественной войны II степени от 8 октября 1943 года
В составе Степного, I и II Украинских фронтов участвовал в битве на Курской дуге, освобождении Румынии, Югославии, Венгрии, Австрии. Был трижды ранен, награждён боевыми орденами и медалями, в том числе Орденами Отечественной войны I и II степени (1985, 1943).

## Научная деятельность
С 1951 года работал в ВУГИ-ИГД им. А. А. Скочинского. Прошёл путь от аспиранта до ведущего научного сотрудника, доктора технических наук, крупного учёного в области крепления горных выработок.
Под его руководством было создано новое направление в расчётах крепей горных выработок, получившее широкую известность и признание отечественных и зарубежных специалистов. При расчёте конструкций рамных крепей горных выработок их предельные состояния были изучены недостаточно:

Так, Е. С. Киселёв (ИГД им. А. А. Скочинского) показал, что несущая способность металлических крепей может увеличиваться и после образования в одном-двух сечениях пластических шарниров текучести до тех пор, рама крепи не превратится в изменяемую систему.— Расчет и выбор крепи сопряжений горных выработок / А. П. Широков, Б. Г. Писляков. - М.: Недра, 1978 - 304 с. - стр. 172
Разработчик ряда оригинальных конструкций крепей, широко используемых в промышленности.
Автор 157 печатных работ, в том числе трёх монографий и 36-ти изобретений. Награждён серебряной и бронзовой медалями ВДНХ СССР, знаком «Изобретатель СССР». Под его руководством 7 аспирантов защитили кандидатские диссертации. В последние годы успешно занимался разработкой средств механизации крепления, где его неординарные инженерные идеи позволили получить ряд оригинальных конструкторских решений.

## Труды
- Создание рациональной крепи подготовительных выработок из сборного железобетона: дис. кандидата техн. наук / М-во угольной пром-сти СССР, ВУГИ. — Москва, 1955. — 10 с.
- Конструирование и расчет железобетонных рамных крепей горных выработок / М. Н. Гелескул, Е. С. Киселёв. — Москва: Госгортехиздат, 1961. — 248 с.
- Научные основы и методы расчетов рамных крепей горных выработок: диссертация доктора технических наук. — Москва, 1973. — 361 с.
- Справочник по креплению горных выработок. / М. Н. Гелескул, В. Н. Хорин, Е. С. Киселёв и др. — М.: Недра, 1976
- Механизация крепления восстающих выработок на крутых пластах Кузбасса / А. С. Кузьмин, Е. С. Киселёв, М. М. Смолин. — Москва: б. и., 1976. — 18 с.
- Резервы повышения производительности труда и экономии металла на горно-подготовительных работах / Е.С.Киселёв, В.В.Лисиков, В.Б.Зеленский и др. // Шахтное строительство. - 1981. № 11. - С.4-5.
- Основные тенденции совершенствования крепей подготовительных горных выработок / Е. С. Киселёв, В. Г. Киселёв, О. Е. Новикова. — М.: ИГД им. А. А. Скочинского, 1992. — 47 с.